# 基爾蘭·華萊士
基爾蘭·華萊士（英語：Kieran Wallace；1995年1月26日—）是一位英格蘭足球運動員。在場上的位置是中場。他現在效力於英格蘭足球甲級聯賽球隊謝菲爾德聯足球俱樂部。

## 外部連結
- 足球数据库：基爾蘭·華萊士的球员统计数据
- England profile （页面存档备份，存于） at the FA